# Amphisbaena pericensis
Espèce
Amphisbaena pericensis est une espèce d'amphisbènes de la famille des Amphisbaenidae.

## Répartition
Cette espèce est endémique du Pérou.  

## Publication originale
- Noble, 1921 : Two new lizards from northwestern Peru. Annals of the New York Academy of Sciences, vol. 29, p. 141-143.